# アクチュアル・マイルス ドン・ヘンリー・グレイテスト・ヒッツ
| 専門評論家によるレビュー | 専門評論家によるレビュー |
| レビュー・スコア         | レビュー・スコア         |
| 出典                     | 評価                     |
| ------------------------ | ------------------------ |
| Allmusic                 | [ 1 ]                    |

『アクチュアル・マイルス ドン・ヘンリー・グレイテスト・ヒッツ』(Actual Miles: Henley's Greatest Hits) は、アメリカ合衆国のシンガーソングライターであるドン・ヘンリーが、1995年に初めて出したグレイテスト・ヒッツ形式のコンピレーション・アルバム。このアルバムは、ヘンリーが出した最初のコンピレーション・アルバムであり、1980年代を通してヘンリーが出した3枚のソロ・アルバムすべてからヒット曲が集められている。また、新曲も「ガーデン・オブ・アラー (The Garden of Allah)」と「ユー・ドント・ノウ・ミー・アット・オール (You Don't Know Me at All)」、さらに「エヴリバディ・ノウズ (Everybody Knows) 」のカバーの3曲が収録されている。このアルバムは、チャートの48位まで上昇し、プラチナディスクを獲得した。「ガーデン・オブ・アラー」は、メインストリーム・ロックのチャートで16位まで上昇した。

## トラックリスト
1. ダーティー・ランドリー (Dirty Laundry) (Henley, Danny Kortchmar) – 5:36 ●
2. ボーイズ・オブ・サマー (The Boys of Summer) (Mike Campbell, Henley) – 4:45 ▲
3. オール・シー・ウォンツ・トゥ・ドゥ・イズ・ダンス (All She Wants to Do Is Dance) (Kortchmar) – 4:28 ▲
4. ノット・イナフ・ラヴ・イン・ザ・ワールド (Not Enough Love in the World) (Henley, Kortchmar, Benmont Tench) – 3:54 ▲
5. サンセット・グリル (Sunset Grill) (Henley, Kortchmar, Tench) – 6:22 ▲
6. エンド・オブ・ジ・イノセンス (The End of the Innocence) (Henley, Bruce Hornsby) – 5:14 ◾️
7. 最後の無駄な夜 (The Last Worthless Evening) (John Corey, Henley, Stan Lynch) – 6:05 ◾️
8. ニューヨーク・ミニット (New York Minute) (Henley, Kortchmar, Jai Winding) – 6:34 ◾️
9. ゴー・クワイエットリー (I Will Not Go Quietly) (Henley, Kortchmar) – 5:41 ◾️
10. ハート・オブ・ザ・マター (The Heart of the Matter) (Campbell, Henley, J.D. Souther) – 5:21 ◾️
11. ガーデン・オブ・アラー (The Garden of Allah) (Corey, Paul Gurian, Henley, Lynch) – 7:02 ☆
12. ユー・ドント・ノウ・ミー・アット・オール (You Don't Know Me at All) (Corey, Henley, Lynch) – 5:36 ☆
13. エヴリバディ・ノウズ (Everybody Knows) (Leonard Cohen, Sharon Robinson) – 6:10 ☆

初出アルバム
- 『アイ・キャント・スタンド・スティル』 - I Can't Stand Still (1982年)：●
- 『ビルディング・ザ・パーフェクト・ビースト』 - Building the Perfect Beast (1984年)：▲
- 『エンド・オブ・ジ・イノセンス』 - The End of the Innocence (1989年)：◾️
- 新録音：☆

## チャート
アルバム –  アメリカ合衆国 ビルボード
| 年   | チャート      | 最高位 |
| ---- | ------------- | ------ |
| 1995 | Billboard 200 | 48     |

シングル –  アメリカ合衆国 ビルボード
| 年   | シングル               | チャート                 | 最高位 |
| ---- | ---------------------- | ------------------------ | ------ |
| 1995 | ガーデン・オブ・アラー | メインストリーム・ロック | 16     |